# Lista Serba
La Lista Serba (in serbo Српска листа?, Srpska lista; in albanese Lista Serbe) è un gruppo politico rappresentativo dei Serbi del Kosovo, fondato nel 2014. Include il Partito Liberale Indipendente.
La Lista serba ha ottenuto 38.169 voti (5,30%) e 9 seggi alle elezioni parliamentari in Kosovo del 2014. Altri 6 seggi riservati alla comunità serba sono andati all'Iniziativa Civica Serba.
Il 17 settembre ha annunciato che non avrebbero partecipato ad una coalizione di governo che includesse Vetevendosje.
Il ministro kosovaro per i ritorni e le comunità Aleksandar Jablanović, esponente della Lista Serba, si è dimesso il 3 febbraio 2015, dopo aver definito "selvaggi" gli attacchi con pietre contro sfollati serbi a Djakovica alla vigilia di Natale. La sua dichiarazione aveva contribuito ad alimentare le proteste di inizio anno in Kosovo. La Srpska Lista ha poi deciso di non partecipare alla successiva sessione parlamentare
Gli otto rappresentanti della Lista Serba nel parlamento kosovaro sono:
- Jasmina Živković
- Milka Vuletić
- Jelena Bontić
- Milena Milićević
- Velimir Rakić
- Bojan Mitić
- Slavko Simić
- Slobodan Petrović (1969),
- Adem Hodža (1968), della comunità gorani
- Saša Milosavljević

## Risultati elettorali
| Elezione          | Voti   | Seggi    |
| ----------------- | ------ | -------- |
| Parlamentari 2014 | 38 199 | 9 / 120  |
| Parlamentari 2017 | 44 499 | 9 / 120  |
| Parlamentari 2019 | 53 861 | 10 / 120 |
| Parlamentari 2021 | 43 836 | 10 / 120 |